# Asura monospila
Asura monospila är en fjärilsart som beskrevs av Turner 1940. Asura monospila ingår i släktet Asura och familjen björnspinnare. Inga underarter finns listade i Catalogue of Life.